# Szczorse

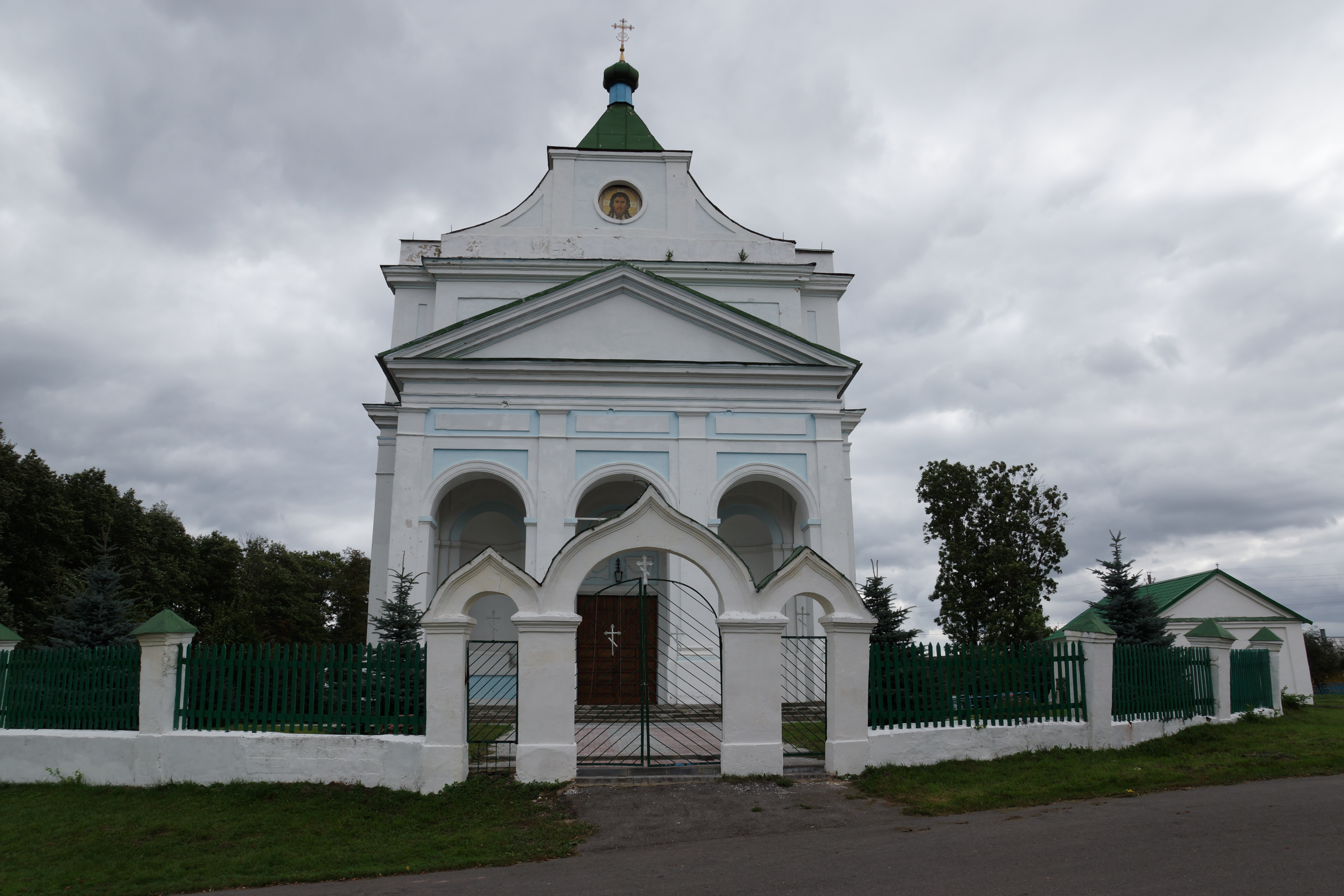
Cerkiew św. Dymitra w Szczorsach

Szczorse (alt. Szczorsy, biał. Шчо́рсы) – wieś na Białorusi, w rejonie nowogródzkim obwodu grodzieńskiego, ośrodek administracyjny miejscowego sielsowietu.
Siedziba parafii prawosławnej pw. św. Dymitra Sołuńskiego.
Miejscowość bardzo znana od XIII w. dzięki kompleksowi pałacowemu z wielkim parkiem i stawami. We dworze Joachim Litawor Chreptowicz herbu Odrowąż zebrał sporą kolekcję dawnych rękopisów, map geograficznych, bibliotekę z rzadkimi książkami. Znajdowała się tam korespondencja Chmielnickiego z hetmanami polskimi, oryginał jego manifestu do kozaków, dziennik ambasady polskiej w Moskwie w 1686, dziennik Maryny Mniszchówny i in. Podczas I wojny światowej bibliotekę wywieziono, potem przekazano Uniwersytetowi Kijowskiemu. 
Ze Szczorsami związane są imiona takich osób jak Adam Mickiewicz, Władysław Syrokomla, Jan Czeczot, Joachim Lelewel, Ignacy Daniłowicz, Mikołaj Malinowski, historyk Józef Jaroszewicz, Marcin Poczobutt-Odlanicki i inni.
Dawniej siedziba gminy Szczorse.
Dawna koncepcja planistyczna Szczorsów jest bardzo prosta: dwie ulice, krzyżujące się w pobliżu kompleksu pałacowego. Jedna z nich przechodzi w drogę na Nowogródek, druga na Korelicze. Na placu koło skrzyżowania głównej ulicy, niedaleko pałacu zachowała się cerkiew św. Dymitra, dawny kościół.